# Démétrios Lacon
Démétrios Lacon est un philosophe épicurien grec, né vers -145 et mort vers -75. Son surnom de Lacon provient de son style littéraire sobre, en référence à la sobriété de ton typique de la Laconie.

## Biographie
Démétrios a vécu à la même époque que l'épicurien Zénon de Sidon, dont il était l'ami. Il semble qu'il ait dirigé une école philosophique à Milet, mais il n'était pas scholarque du jardin d'Épicure. Intéressé par la géométrie, la poésie et la théologie, il s'attacha visiblement à rédiger des abrégés des doctrines d'Épicure, transcrivant ainsi les conférences que celui-ci dispensait dans son école.

## Œuvres
- Les Apories de Polyène[2]
- Sur la forme du Dieu[3]
- Les Poèmes[4]
- Difficultés dans la lecture des textes épicuriens[5]

## Traduction française
- Daniel Delattre, présentation des témoignages concernant Démétrios Lacon et des fragments de ses écrits traduits en français par un collectif de traducteurs, in Les Épicuriens, sous la dir. de Jackie Pigeaud, Paris, Gallimard, « Bibliothèque de la Pléiade », 2010